# 下塞讷瓦
下塞讷瓦（法語：Sennevoy-le-Bas，法語發音：[sɛnvwa lə ba]）是法国勃艮第-弗朗什-孔泰大区约讷省的一个市镇，与上塞讷瓦相邻，属于阿瓦隆区。

## 地理
下塞讷瓦（47°48'23"N, 4°17'27"E）面积8.69 平方千米，位于法国勃艮第-弗朗什-孔泰大區约讷省，该省份为法国中北部内陆省份，西接卢瓦雷省，西北接塞纳-马恩省，南至涅夫勒省，东临科多尔省，东北与奥布省接壤。
与下塞讷瓦接壤的市镇（或旧市镇、城区）包括：日尼、方丹莱塞什、莱涅、瑞利、上塞讷瓦。
下塞讷瓦的时区为UTC+01:00、UTC+02:00（夏令时）。

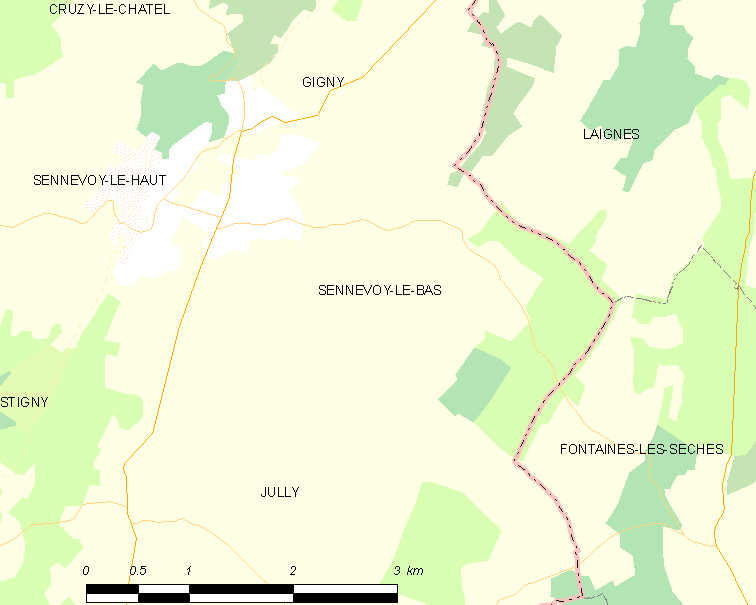
下塞讷瓦的OSM定位图

## 行政
下塞讷瓦的邮政编码为89160，INSEE市镇编码为89385。

## 政治
下塞讷瓦所属的省级选区为托内鲁瓦县。

## 人口

1962-2008年间下塞讷瓦人口变化图示

下塞讷瓦于2022年1月1日时的人口数量为77人。